# 赉寿药行
36°03′48.5″N 120°18′56.7″E / 36.063472°N 120.315750°E
赉寿药行旧址，又称医药商店旧址，俗称“红房子”，为位于中国山东省青岛市市南区广西路33号（含31号）的一栋商业建筑，建于1905年，被认为是青岛最漂亮的德国青年风格建筑，现为全国重点文物保护单位青岛德国建筑的一部分。

## 历史

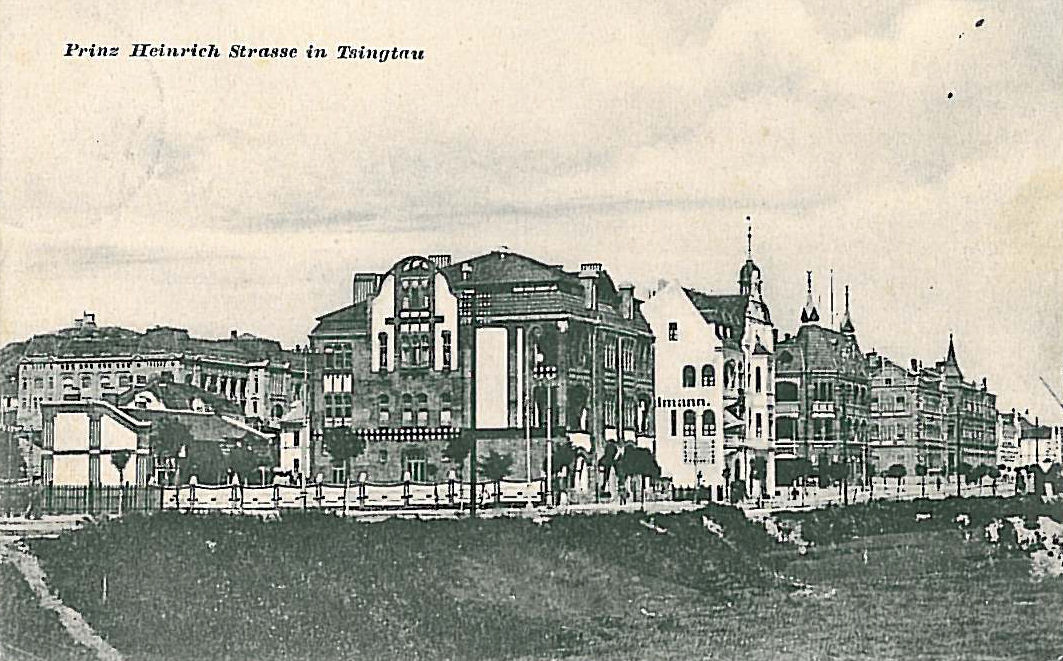
1900年代的广西路，中央为赉寿药行，右侧分别为德基洋行、皇家邮局等建筑，左侧远处可见胶澳总督府大楼

1904年底，德商罗达利洋行（德語：Kiautschau-Gesellschaft mbH.）出资2337.27元买下了位于海因里希亲王街（Prinz-Heinrich-Straße，今广西路）北侧、路易特波尔德街 （Luitpoldstraße，今浙江路）与阿尔贝特街（Albertstraße，今安徽路）之间一块1383平方米的矩形地块，并于1905年委托建筑商广包公司（F. H. Schmidt）在此建设了一栋三层商业建筑。该建筑设计者尚无史料记载，德国学者托尔斯滕·华纳（Torsten Warner）1980年代末考察青岛后根据风格猜测该建筑的设计者可能是建筑师罗克格（Curt Rothkegel）。
该楼建成后，罗达利洋行将一层租予药剂师阿达尔贝特·拉尔茨（Adalbert Larz）。拉尔茨1901年初在青岛开设赉寿药行（Rote Kreuz-Apotheke），为青岛最早的私营药店，其店面曾设于皇家邮局大楼一层西南角，即今青岛邮电博物馆一层大厅处。拉尔茨租下罗达利洋行新建商业楼一层后即将药店迁至此处。赉寿药行除出售药品和医疗用品外，还出售法国香水、德国肥皂、瑞士巧克力、古巴雪茄、双筒望远镜等商品。此外，拉尔茨还在西镇开设了一家制皂厂，该厂生产的肥皂可直接在药店出售。
赉寿药行店面以上的二、三层作为公寓出租，建筑师舒备德曾在此居住较长一段时间。拉尔茨数年后从罗达利洋行手中将整栋楼房买下。1914年8月青岛战役爆发时，拉尔茨与妻儿在外旅行。同年11月日军占领青岛后，拉尔茨在青岛的财产全数被日军没收，药行大楼没收后售予日本商人。该楼此后长期为日商财产，1930年代曾为冈崎合资会社所有。1945年日本投降后，该楼曾短暂为青岛市财政局驻地。
1949年后，该楼划归青岛市轻工业局（1980年改称青岛市第一轻工业局，简称“一轻局”），曾长期为该局办公楼。改革开放后的1980年代，该楼恢复商业用途，楼内曾开设“红房子”餐厅，曾一度为青岛市内著名高端酒店。1992年青岛市政府东迁后，老城中山路商圈趋于衰落，红房子餐厅的经营情况也随之日渐萧条。此后至2012年，该楼被出租给红房子宾馆等多家商户，用以经营旅游旺季的旅客短期住宿。

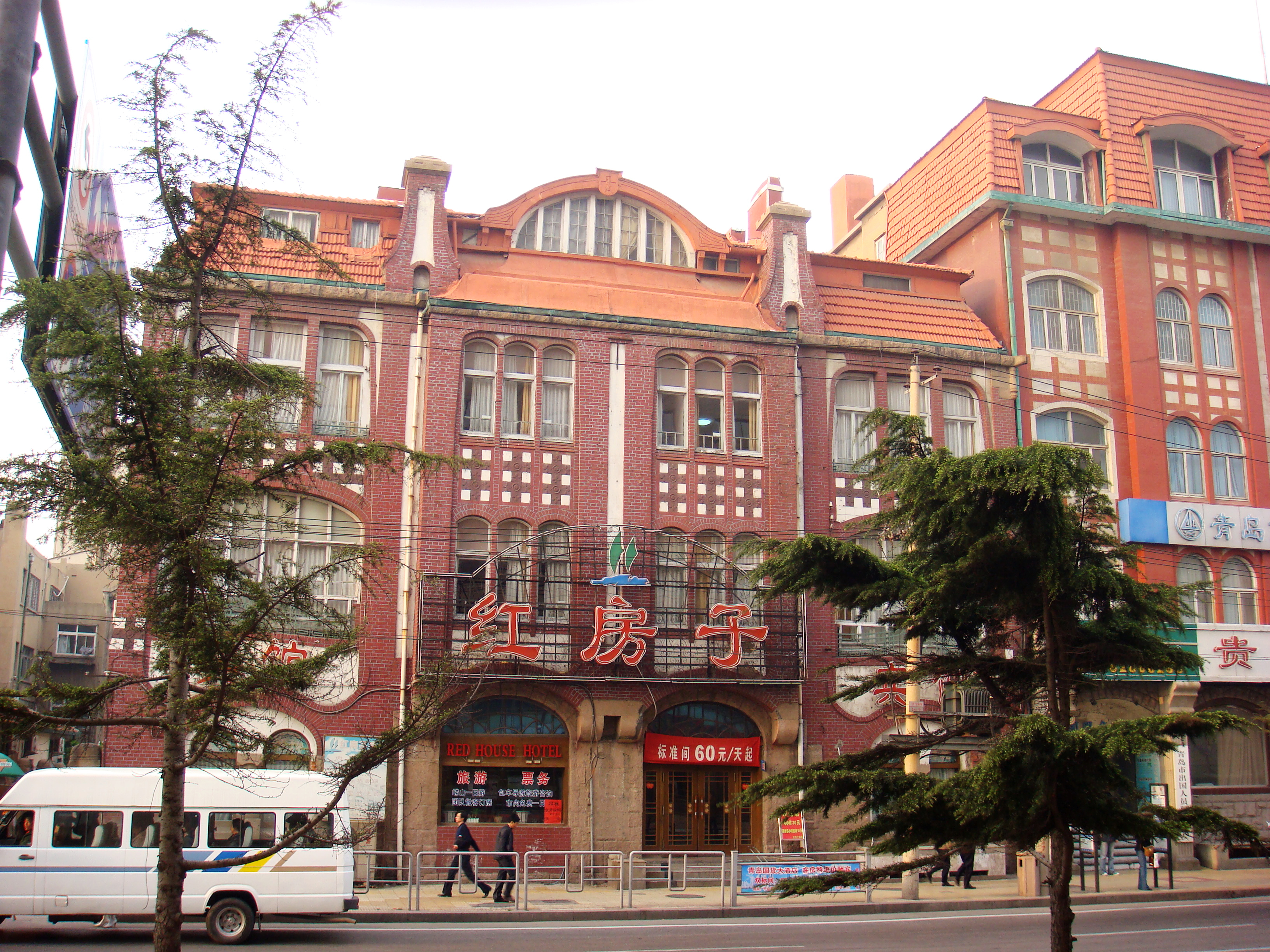
2007年的赉寿药行旧址，当时楼内为红房子宾馆

2000年，该楼以“医药商店旧址”之名列入第一批青岛市历史优秀建筑。2006年5月25日列入第六批全国重点文物保护单位青岛德国建筑群扩展名单。2009年8月12日，该楼产权单位青岛饮料集团在青岛市企业资产交易中心宣布将该楼以1665万元的挂牌底价进行全球拍卖。因该建筑的历史建筑身份，此次拍卖备受关注。据青岛饮料集团一职员称，该公司以聚焦主业为既定战略，因此决定出售此房产，该楼此前一直以租赁方式运营，2012年10月9日到期。另据交易中心工作人员称，该房产作为国企资产，公开拍卖程序透明。而据媒体报道，饮料集团决定拍卖该房产时曾上报多个政府机构，却唯独未上报文物部门。数日后的8月19日，拍卖被文物部门叫停。
2012年6月，因该楼邻近青岛地铁3号线建设工地，市政部门曾对该楼临时加固。同年末，该楼内的红房子宾馆停止营业，该楼此后数年一直处于闲置状态，且年久失修，外墙墙皮和屋顶部分瓦片有脱落现象。2014年8月，市政部门宣布将对该楼进行抢险加固，并就此工程招标。同年10月，市政部门公布修缮方案，由清华大学建筑设计研究院有限公司设计，宣称将遵从原貌，加固建筑基础、承重墙体、楼板层等，去除不当增建建筑物、广告铁架及空调室外机等，整治外墙电线线路，修补外墙破损处，更换修补已破损建筑构件，完善电气、照明、空调、消防、安保等设备。10月27日，修缮工程开工，施工方为青岛五环房屋装潢工程公司，工程历时近一年，2015年8月7日完工，8月12日通过验收。修缮结束后该楼仍处于闲置状态。
2016年4月1日，该楼产权单位青岛饮料集团对媒体表示将在此开设“崂山矿泉水博物馆”。2017年1月，青岛市老字号企业协会宣布将在此开设“中华老字号”博物馆，由青岛饮料集团文化传媒公司建设运营，预计2017年7月份试营业。2020年7月17日，“崂山矿泉博物馆”在该楼一层开业。

## 建筑特色

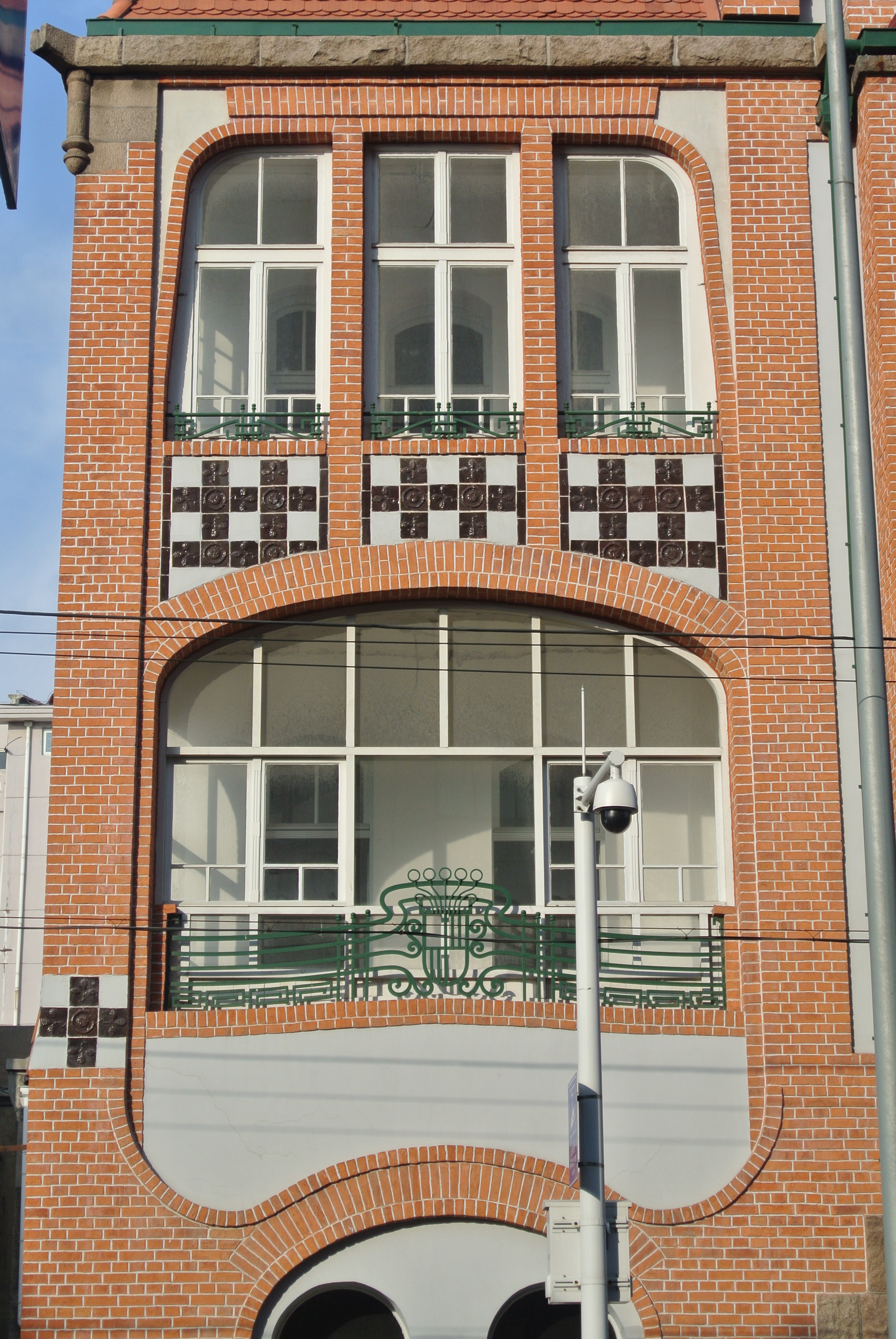
立面细节

赉寿药行建筑面积约1960平方米，砖石钢木混合结构，平面呈“凹”字形，楼高三层（加阁楼为四层），设有地下室。檐高18米，刚好符合胶澳总督府对建筑高度的规定。建筑一层店铺入口设于临街正立面中部，供住户使用的入口位于东立面中部（现已封堵）。建筑东西两侧各设有一小一大两座院门，东侧院门为人员出入口，西侧院门为车辆出入口，通往后院辅房。
建筑正立面呈中轴对称布局，以中轴线划分为两个互相独立而又互为一体的单元。外墙大部分为白线勾边的红砖清水墙，部分为白色清水粉墙。门窗多为拱券式或方额圆角式。墙基以花岗岩砌成，一层窗户上短粗的承重柱同样为花岗岩雕成。二、三层中轴线两侧的墙面凸出于立面，开有三联竖窗，增加了建筑的高直感。两侧为券式内阳台，设有铁艺栏杆，利于采光通风。楼层间隔处大量嵌有暗红色釉面砖，砖面刻有橡树叶图案。檐口砌以花岗岩条石与花岗岩滴水嘴。屋顶为红瓦蒙莎屋顶，为阁楼开辟了额外的空间。屋顶折角处开有小窗，临街面中央开有半圆形老虎窗，其顶部刻有十字蛇杖图案，为医药的标志。老虎窗两侧建有砖砌石顶望柱，使体量较大的老虎窗不显突兀，又丰富了屋顶的变化。东西两立面装饰不及正立面细致，但亦有变化丰富的曲线山花等装饰，体现了建筑师的娴熟技法与设计水准。
建筑整体具有德国青年风格，此种风格出现于19世纪末至20世纪初的德国，强调打破传统，以使用弧线与植物图案装饰为主要特点。德国学者华纳认为该建筑是青岛最漂亮的德国青年派风格建筑，同时认为其老虎窗与路德公寓的老虎窗有异曲同工之妙，对蒙莎屋顶的处理手法类似于天津德国俱乐部，对曲线的运用与海因里希亲王饭店音乐厅类似，一层的花岗岩石柱与青岛基督教堂东门门廊的石柱相似，并据此推测该楼的设计师为20世纪在中国最成功的德国建筑师罗克格。

## 图集
- 赉寿药行旧影
- 修缮前的赉寿药行旧址，2014年5月
- 修缮期间，2015年1月
- 正立面，2016年9月
- 正立面屋顶老虎窗、望柱及十字蛇杖图案，2016年1月
- 正立面中部，2016年9月